# Jason Dawe (Journalist)

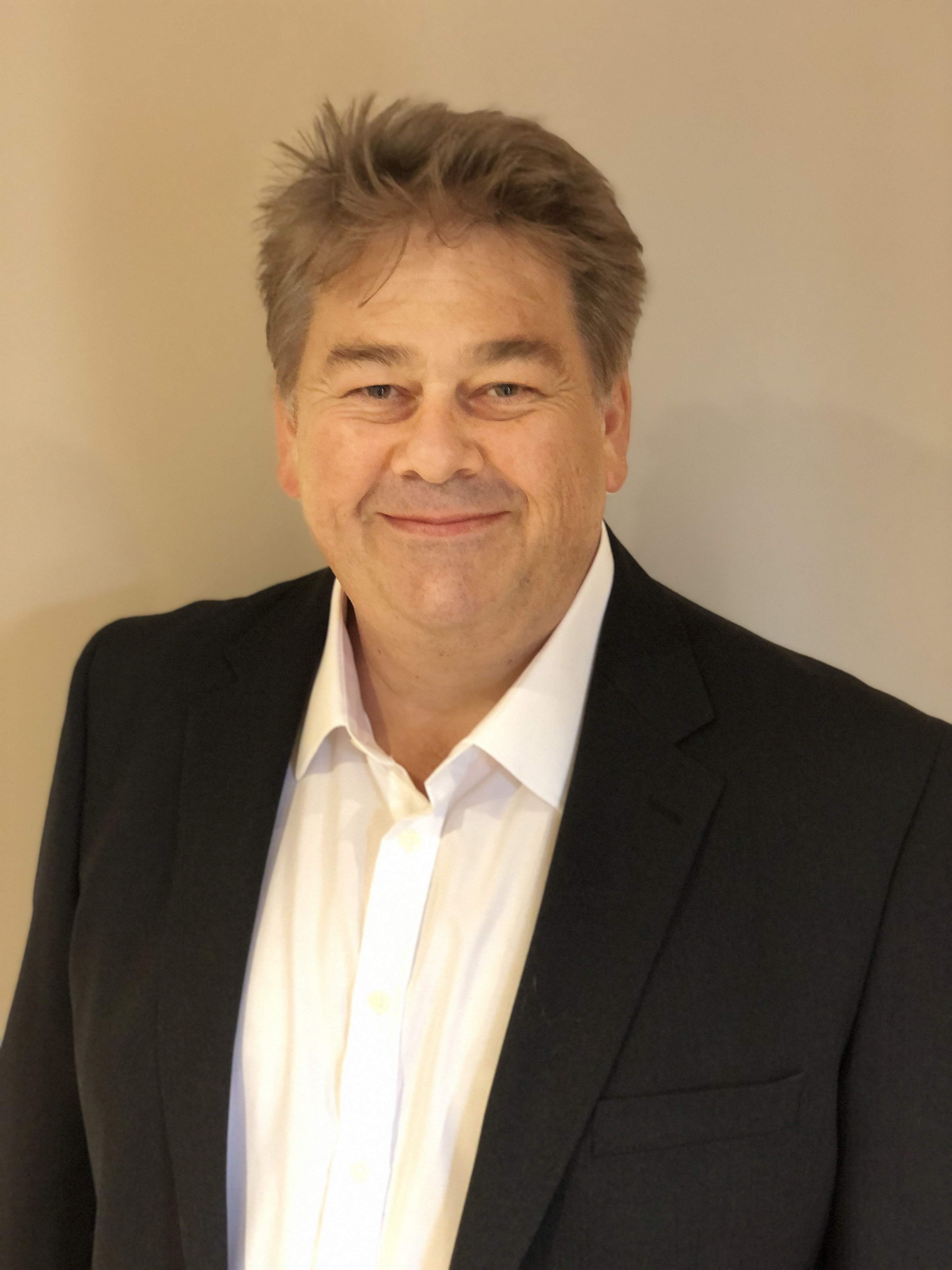
Jason Dawe

Jason Dawe (* 1967 in der Grafschaft Cornwall) ist ein britischer Automobiljournalist und Fernsehmoderator.

## Leben
Dawe wuchs in Cornwall auf. Er arbeitete bei Autohändlern und als Ausbilder in der Automobilindustrie. Bei der Wiederaufnahme der BBC-Sendung Top Gear 2002 wurde er der dritte Moderator neben Jeremy Clarkson und Richard Hammond. In seinen Segmenten der Show ging es eher um günstige Fahrzeuge. Nach der ersten Staffel kam James May als Ersatz für Jason Dawe. Später moderierte er die Used Car Roadshow bei ITV4.
Er schreibt regelmäßig für die The Sunday Times, hauptsächlich über Gebrauchtwagen. In verschiedenen Fernseh- und Radioformaten tritt er als Kfz-Experte auf.
Dawe arbeitet nebenbei als Motivator und gibt Workshops.